# 미정의 값
컴퓨팅(특히 프로그래밍에서) 미정의 값은 문법적으로 유효함에도 불구하고 식이 올바른 값을 가지고 있지 않은 상태이다. 미정의 값은 빈 문자열, 불리언의 "false", 또는 정의되었으나 비어있는 값과는 구별된다. 상황에 따라 미정의 값을 평가할 때 예외나 미정의 동작을 일으킬 수 있으며 일부 프로그래밍 언어에서 미정의 값은 예측할만한 일반적인 프로그램 실행 중에 발생할 수 있다.
동적 자료형 언어들은 일반적으로 미정의 값을 가능하면 명시적으로 처리한다. 이를테면 펄은 undef 연산자가 있어서 이러한 값을 변수로 "할당"할 수 있다. 다른 형 체계에서 미정의 값은 알 수 없고 예측하지 못하는 값을 의미할 수 있으며 평가 시도 시 프로그램 실패를 일으킬 수 있다.

## 같이 보기
- Null (SQL)